# Umschlagplatz am Warschauer Ghetto

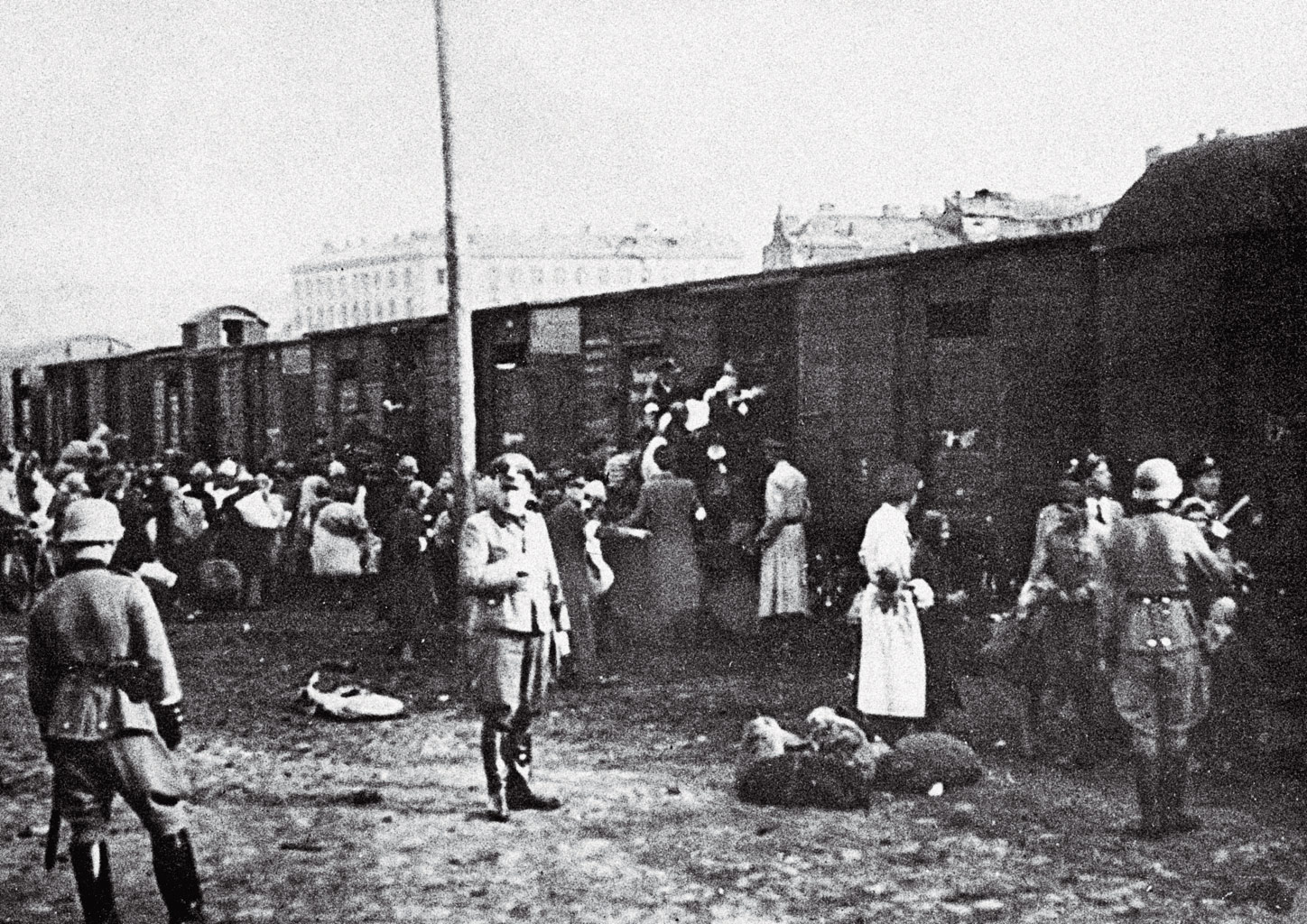
Deportation von Juden auf dem Umschlagplatz (zwischen 1942 und 1943)

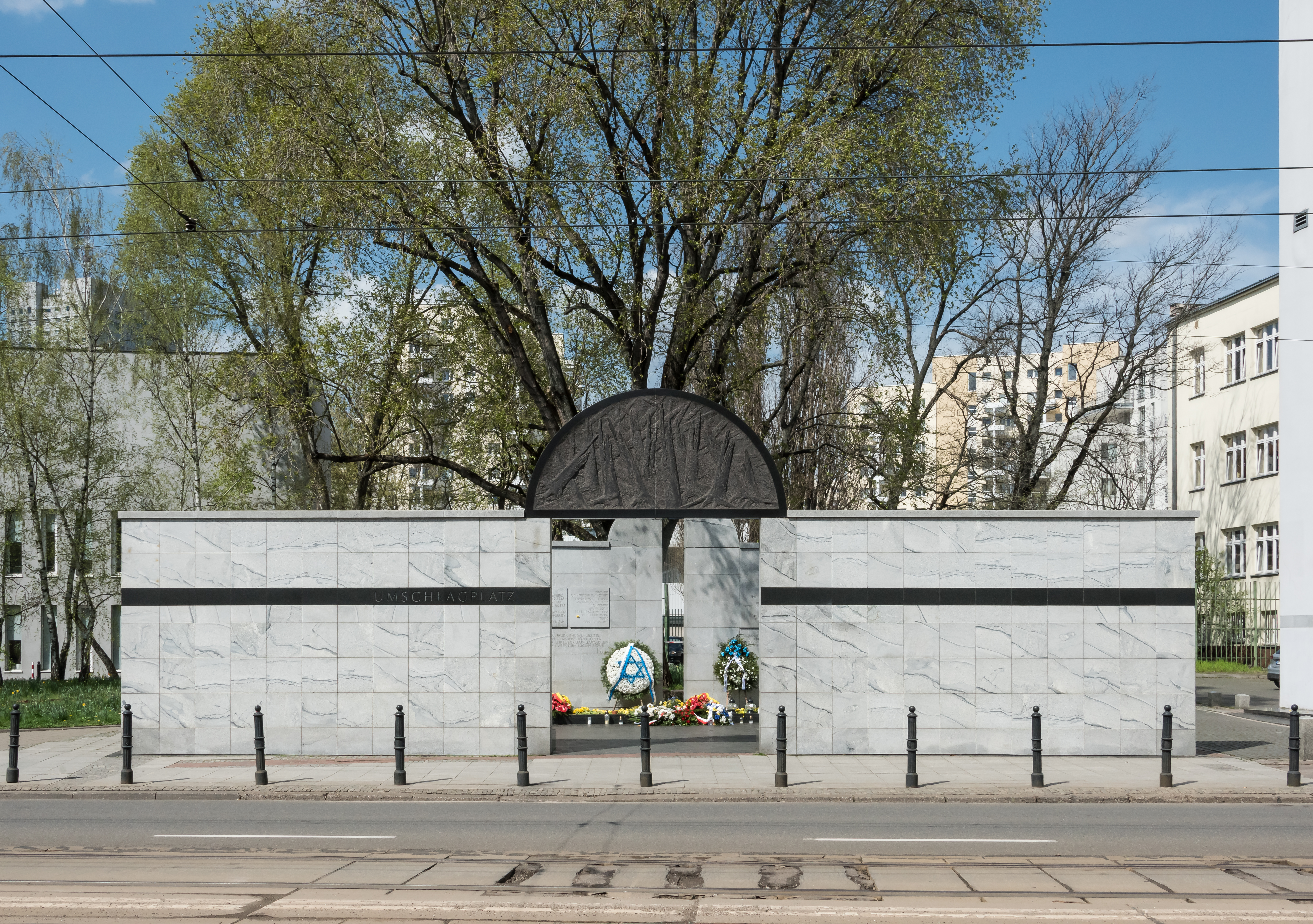
Das Umschlagplatz-Denkmal (2023)

Der Umschlagplatz in Warschau war während des Holocausts der Ort im Warschauer Ghetto, an dem die Juden für die Deportation zumeist ins Vernichtungslager Treblinka versammelt bzw. zusammengetrieben wurden. Er war der Güterbahnhof des Danziger Bahnhofs, bestehend aus Gleisen mit Güterschuppen, Lagerflächen und diversen Ladegleisen. Der Güterbahnhof ist heute nicht mehr in Betrieb.
Das westliche Gebiet des Bahnhofs, das direkt an das Ghetto anschließt, wurde mit einem Holzzaun und später mit einer Mauer vom übrigen Bahnhof abgetrennt. Verschiedene Bahnsteige, Bahngebäude, das ehemalige Obdachlosenasyl, ein Krankenhaus und andere Gebäude wurden zu einem Durchgangsbereich für die Gefangenen umfunktioniert. Hier fanden auch Selektionen unter den Gefangenen des Ghettos statt.
Am 22. Juli 1942 begannen die Nationalsozialisten die Juden Warschaus dicht gedrängt in Güterwagen abzutransportieren. An manchen Tagen wurden 7000 Juden deportiert und insgesamt rund 265.000 in die Gaskammern gebracht. Einige Quellen beschreiben es als den größten Massenmord einer einzelnen Gemeinde im Zweiten Weltkrieg. Die Transporte endeten zunächst am 12. September 1942. Es folgten einzelne Transporte. Eine nächste Welle sollte am 18. Januar 1943 beginnen, wozu es durch die Widerstandsaktionen an drei Tagen im Vorfeld des Aufstands im Warschauer Ghetto jedoch zunächst nicht kam.
Während der Deportationen diente das übrige Bahnhofsgebiet weiter als Handels- und Versorgungszentrum für große Teile der übrigen Stadt.

## Gedenkstätte
Am 18. April 1988, am Vorabend des 45. Jahrestages des Beginns des Aufstandes im Warschauer Ghetto, wurde ein steinernes Monument, das einem offenen Güterwagen ähnlich sieht, auf dem Umschlagplatz an der Stawki-Straße errichtet. Es wurde von der Architektin Hanna Szmalenberg und dem Bildhauer Władysław Klamerus entworfen. Die Inschrift des Monuments ist in Hebräisch, Polnisch und Englisch verfasst: 

„Über diesen Pfad des Leidens und des Todes wurden zwischen 1942 und 1943 mehr als 300.000 Juden aus dem Warschauer Ghetto in die Gaskammern der Nazi-Vernichtungslager getrieben“

Die vierhundert häufigsten jüdisch-polnischen Vornamen von Aba bis Żanna sind in das Monument eingraviert. 2002 wurde es in die Liste der historischen Monumente aufgenommen.

## In der Kultur
Der 1935 in Warschau geborene polnische Schriftsteller Jarosław Marek Rymkiewicz hat diesem Ort ein wichtiges literarisches Denkmal gesetzt: Umschlagplatz.